# Show No Mercy
Show No Mercy (укр. Не проявляй милосердя) — дебютний студійний альбом американського треш-метал гурту Slayer випущений під лейблом Metal Blade Records 3 грудня 1983 року.
За умовами контракту гурту не було виділено грошей для запису дебютного альбому, тому учасникам довелося фінансувати його самостійно. Заощадження Тома Арайї та гроші, взяті у борг у батька Керрі Кінга, і стали тією сумою, з якою група приступила до запису.
Show No Mercy розкриває теми сатанізму, Пекла та Диявола, але в недостатньо серйозній манері, за що лірика піддавалася критиці.
Show No Mercy є другим (після Kill 'Em All гурту Metallica) треш альбомом в історії. Він справив великий вплив на творчість таких груп, як Possesed — піонерів дез-металу.

## Список композицій
1. Evil Has No Boundaries — 3:12
2. The Antichrist — 2:50
3. Die by the Sword — 3:37
4. Fight till Death — 3:40
5. Metalstorm/Face the Slayer — 4:55
6. Black Magic — 4:07
7. Tormentor — 3:46
8. The Final Command — 2:33
9. Crionics — 3:30
10. Show No Mercy — 3:08